# Spoornet Classic
De Spoornet Classic was een jaarlijks golftoernooi in Zuid-Afrika, dat deel uitmaakte van de Southern Africa Tour (later als de Sunshine Tour). Het toernooi vond telkens plaats op de Humewood Golf Club in Port Elizabeth.

## Winnaars
- 1990:  Ernie Els
- 1991:  Kevin Stone
- 1992:  Retief Goosen
- 1993:  Justin Hobday

## Trivia
- Mogelijk bestond het toernooi al in de jaren 1980, omdat de website van de Sunshine Tour raadpleegbaar waren vanaf het seizoen 1990/1991.

Amatola Sun Classic · Atlantic Beach Classic · Bell's Player Championship · Bloemfontein Classic · Botswana Open · Bushveld Classic · Canon Classic · Coca-Cola Charity Championship · Cock of the North · Devonvale Classic · Emfuleni Classic · Eskom Power Cup · General Motors Open · Goldfields Powerade Classic · Goodyear Classic · Graceland Challenge · Highveld Classic · ICL International · Iscor Newcastle Classic · Kalahari Classic · Limpopo Classic · Lombard Tyres Classic · Mafunyane Trophy · Mercedes Benz Golf Challenge · Mount Edgecombe Trophy · Namibië Open · Namibia PGA Championship · Nashua Wild Coast Sun Challenge · Natal Open · Nelson Mandela Invitational · Northern Cape Classic · Observatory Classic · Palabora Classic · Parmalat Classic · Radio Algoa Challenge · Randfontein Classic · Rhodesian Masters · Riviera Resort Classic · Royal Swazi Sun Classic · Seekers Travel Pro-Am · South African Masters · South African Match Play Championship · South African Pro-Am Invitational · Spoornet Classic · Sun Coast Classic · Transvaal Open · Vodacom Golf Championship · Vodacom Open · Vodacom Players Championship · Vodacom Series · Vodacom Trophy · Western Cape Classic · Western Province Open